# Tranvías de Málaga

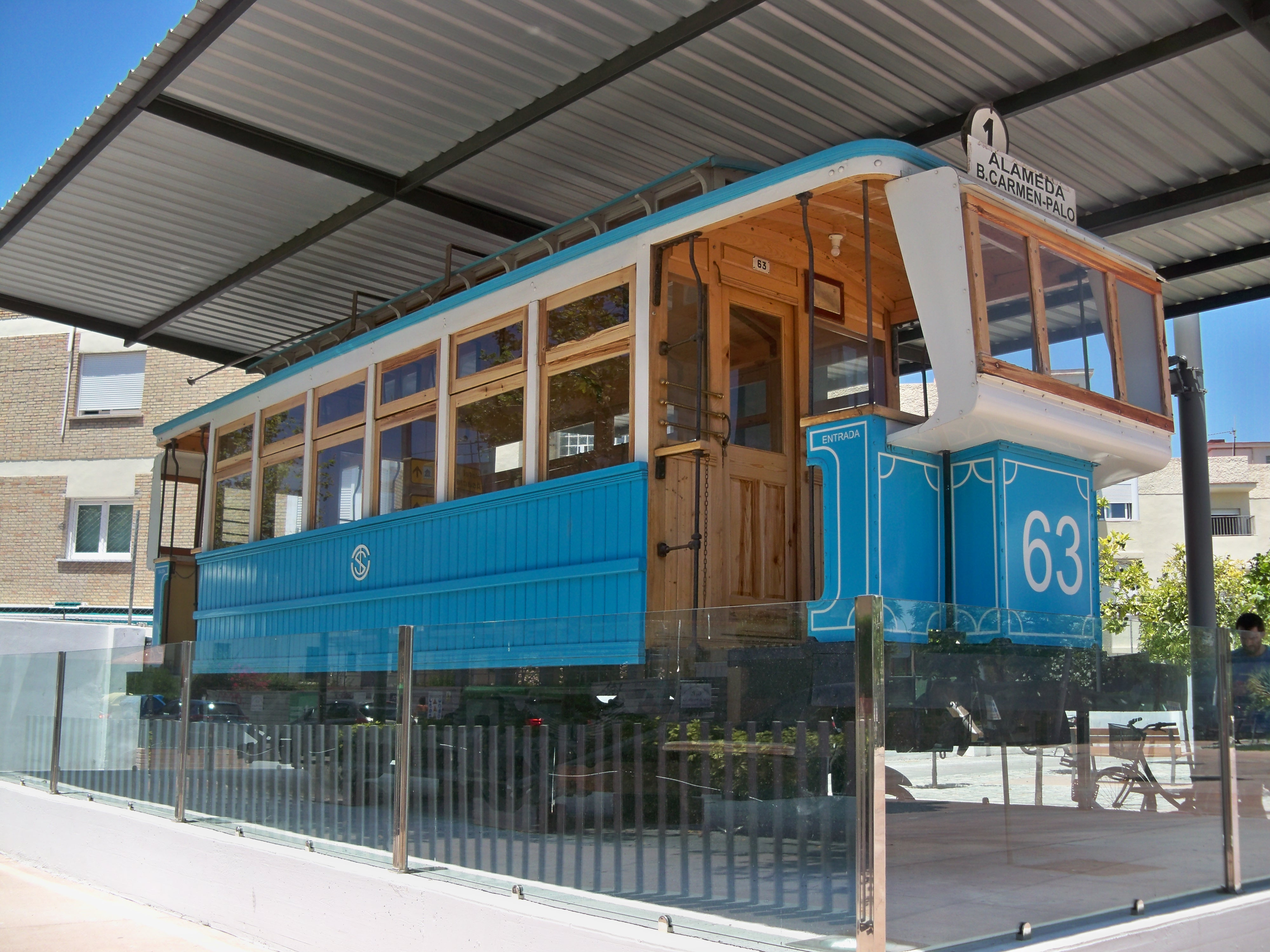
Monumento conmemorativo al último tranvía de Málaga. Se salvó del desguace en el año 1962 gracias a que fue reservado para participar en el rodaje de la película Lawrence de Arabia. Durante varios años estuvo ubicado en el paseo marítimo Pablo Ruiz Picasso, de donde fue retirado por el Ayuntamiento en 2008 para su restauración. El tranvía se presentó restaurado en 2010, y en 2014 se instaló donde se encuentra actualmente, en la plaza Manuel Díaz Millán.

Los Tranvías de Málaga fueron un sistema de transporte urbano que funcionó en la ciudad de Málaga (España) entre 1891 y 1961. En sus orígenes los tranvías funcionaban con tracción de sangre (tracción animal) hasta que se introdujo la energía eléctrica en 1905.

## Primeros proyectos
Con anterioridad a la implantación del primer tranvía en la ciudad se redactaron hasta cuatro proyectos que nunca llegaron a ser realizados. El primero data de 1875 y fue presentado por Arturo Soria y Mata. El creador de la Ciudad Lineal proponía el establecimiento de las cocheras en la zona de El Limonar, desde donde partirían los tranvías en dirección a la estación de ferrocarril a través del paseo de Reding, Cortina del Muelle, la Alameda, el puente de Tetuán y calle Cuarteles.
Al año siguiente se presentó otro proyecto dirigido por Francisco Sabino de Freitas. A este le siguió un proyecto de 1879 de Diego Ruiz Velasco, que proponía dos líneas que conectaran la estación de Ferrocarriles Andaluces con las zonas de El Palo y Churriana. Por último, se presentó en 1880 un proyecto para la creación de una línea desde la plaza de la Victoria hasta el centro, que fue dirigido por José García de Segovia y Carlos Franquelo Romero.

## Proyectos autorizados
Finalmente, durante la década de 1880 la implantación del tranvía se hace realidad, entrando en servicio la primera línea en el año 1881. Las concesiones fueron otorgadas a distintas empresas y empresarios: 
- La Compañía de los Ferrocarriles Andaluces obtuvo autorización para explotar la línea de la Estación de Ferrocarril al Puerto de Málaga.

- A Salvador Bueno Mesa le fue otorgada la línea de Málaga a Vélez-Málaga y El Palo, que finalmente solo se estableció entre el Arroyo de la Caleta y El Palo.

- Alberto Ripoll de Castro recibió autorización para la explotación del Tranvía Urbano, con el siguiente itinerario: Estación de Ferrocarril, calle Cuarteles, pasillo de Atocha, pasillo de Santa Isabel, calle Torrijos, calle Álamos, plaza de la Merced, calle Granada, calle Molina Lario y Boquete del Muelle, donde enlazaba con la línea del Arroyo de la Caleta.

- A este mismo emprendedor se le concedió mediante subasta la línea de Málaga al Arroyo de La Caleta.

## The Málaga Tramways Company
En 1889, se creó con sede en Birmingham The Málaga Tramways Company Limited, con un capital inicial de 80.000 libras esterlinas. La empresa estaba formada por cuatro socios ingleses: John Tell, John Lecke, Joseph Hunt y John Riksen, y tres malagueños: Adolfo E. Pries Scholtz, Ricardo Larios y Eduardo Palanca, y pronto adquirió las dos líneas otorgadas a Alberto Ripoll y Salvador Bueno.
Esta empresa, además, adquirió en 1890 unos terrenos en calle Maestranza donde, siguiendo el proyecto del ingeniero de caminos Manuel López Martin, se levantaron las cocheras y cuadras de la empresa, con capacidad para alojar a 180 caballerías.

## Tramways de Málaga Société Anonyme
En 1898, las líneas de la The Málaga Tramway Cº Ltd fueron adquiridas por una nueva empresa: la Tramways de Málaga Société Anonyme, filial del germano-belga L'Union des Tramways. Esta nueva compañía fue la que solicitó el cambio de la tracción animal por la eléctrica, lo cual fue autorizado en 1901.
En 1923, funcionaban seis líneas que realizaban los siguientes recorridos con un total de 37 tranvías:
- Alameda - El Palo;
- Alameda - Estación;
- La Victoria - Huelin;
- Alameda - Bellavista;
- Alameda - Baños del Carmen; y una circular
- Alameda - Molina Lario - Granada - Victoria - Cristo de la Epidemia - Capuchinos - El Molinillo - pasillo de la Cárcel - pasillo de Santa Isabel - Alameda.[6]

## Sociedad Malagueña de Tranvías
Tras la guerra civil española los tranvías malagueños comienzan a tener problemas por lo que a partir de 1949, fueron explotados por el ayuntamiento, que paulatinamente fue introduciendo autobuses para el transporte urbano. El último trayecto se realizó en 1961.